# のらくら国のお話

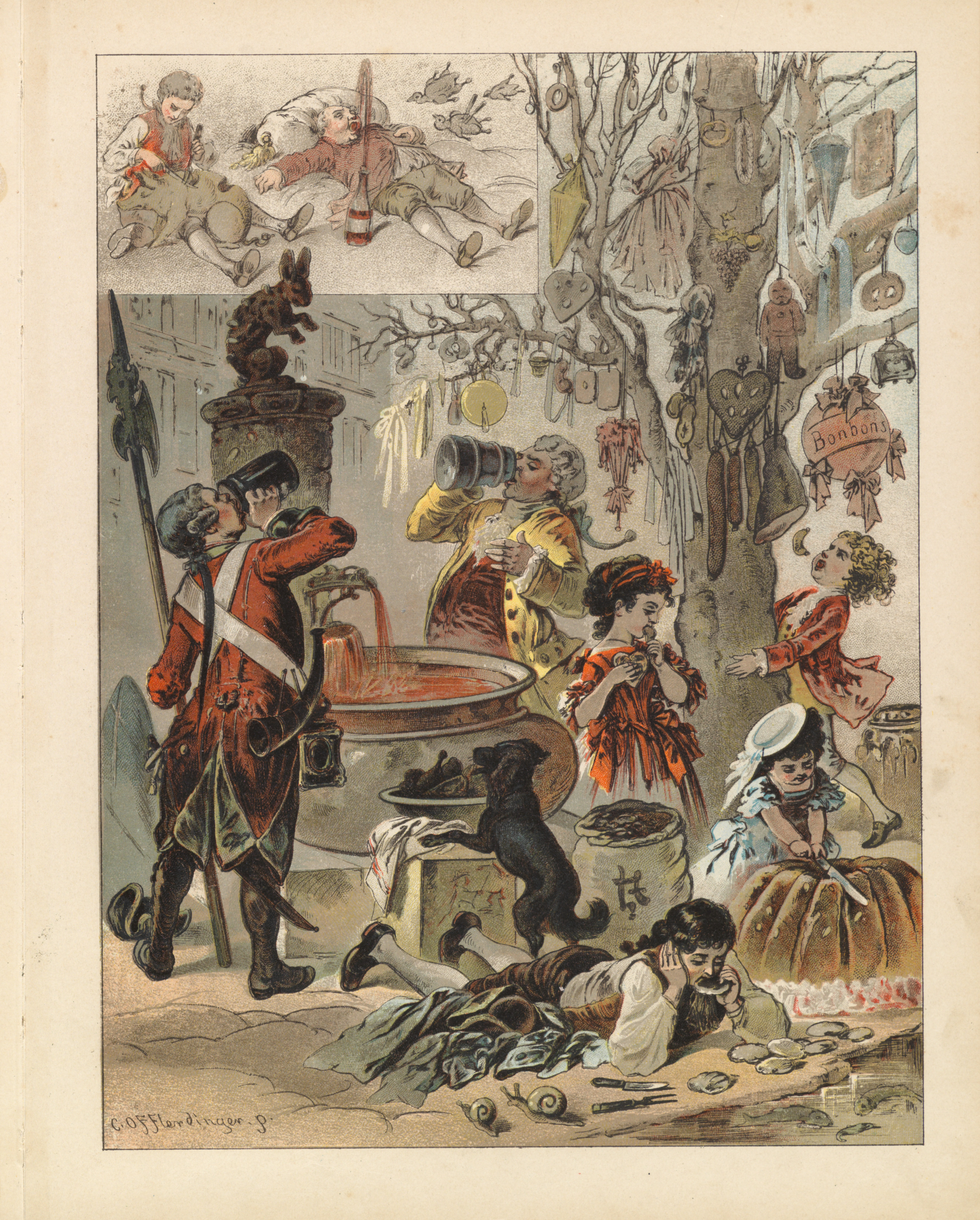

「のらくら国のお話」（のらくらこくのおはなし、ドイツ語: Das Märchen vom Schlaraffenland, KHM 158）は、『グリム童話』に収録されている作品である。のらくら国とは、なまけものの天国のことである。

## あらすじ
のらくら国を見物したという男の体験談でつづられている。ところがその体験談は、足の無い男が駆け出して足の速い馬を追い越した、よく切れる刀があって橋を真っ二つにした、などといった明らかなほら話ばかりである。